# Вертишейки
Вертише́йки (лат. Jynx, от др.-греч. ἴυγξ/ἶυγξ «вертишейка») — род мелких птиц семейства дятловых, распространённых в Евразии и Африке. Как и другие представители семейства, выделяются непропорционально большой головой и длинным языком, с помощью которого извлекают насекомых из коры. В отличие от настоящих дятлов, клюв более короткий и по форме менее кинжалоподобный. Хвост достаточно длинный, однако не обладает достаточной жёсткостью, чтобы упираться в вертикальную поверхность — по этой причине птицы обычно кормятся, сидя на ветке дерева, а не лазают по стволу. Строение ног типичное для дятлов — имеются четыре пальца, два из которых обращены вперёд и два назад.
Основная пища — муравьи и другие насекомые, которых птицы находят в гниющей коре и почти голом грунте. Сами дупло не выдалбливают, однако используют гнёзда-дупла других видов дятлов. Яйца белые, как и у большинства гнездящихся в дуплах птиц.
Род объединяет только два вида, один из которых гнездится в лесной зоне Евразии (в том числе и на территории России), а второй в Африке к югу от Сахары:
- Jynx torquilla — Вертишейка, или обыкновенная вертишейка — Евразия
- Jynx ruficollis — Красногорлая вертишейка — Африка

Оба вида имеют защитный окрас оперения, сочетающий в себе бурые и серые тона. Голос — гнусавый крик, типичный для дятлов.

## Интересные факты
- В греческой мифологии вертишейке придавали магическое значение. Считалось, что птица — это Иинга, дочь Пана, наказанная Герой за способствование связи между Зевсом и Ио.